# الجرينة (السياني)

تعديل مصدري - تعديل

الجرينة محلة تابعة لقرية مجرن، التابعة لعزلة الدامغ بمديرية السياني إحدى مديريات محافظة إب في الجمهورية اليمنية.، بلغ تعداد سكانها 77 حسب تعداد اليمن لعام 2004.